# تیم ملی فوتبال کومور
تیم ملی فوتبال اتحاد قمر (به عربى: منتخب جُزر القُمر لكرة القدم) نماینده کشور اتحاد قمر در مسابقات بین‌المللی و آفریقایی است که زیر نظر فدراسیون فوتبال اتحاد قمر فعالیت می‌کند.
اولین بازی رسمی این تیم در تاریخ ۲۶ اوت ۱۹۷۹ میلادی در برابر تیم ملی فوتبال موریس برگزار شده‌است.